# Demàgores
Demàgores (Demagoras, Δημαγόρας) de Samos fou un escriptor grec esmentat per Dionís d'Halicarnàs junt amb Agatílios d'Arcàdia i com un dels que estaven d'acord amb Cefaló en la data de la fundació de Roma. Es desconeix si era també poeta com Agatílios.